# Французская конфедерация христианских трудящихся
Французская конфедерация христианских трудящихся (ФКХТ) (фр. Confédération française des travailleurs chrétiens) — католическая ассоциация профсоюзов во Франции.
ФКХТ является одним из пяти профсоюзных центров, который признан представительным на национальном и межпрофессиональном уровне. ФКХТ является членом Международной конфедерации профсоюзов и Европейской конфедерации профсоюзов.

## История
Французская конфедерация христианских трудящихся была основана 2 ноября 1919 года и объединила 321 профсоюз служащих, чиновников, железнодорожников и текстильщиков, придерживающихся социального учения Католической церкви и энциклики Rerum Novarum. Среди её предшественников было Общество католических рабочих кружков. Во многом ФКХТ выступала противовесом Всеобщей конфедерации труда.
Поначалу ФКХТ насчитывала немногим более 5000 членов и три федерации, однако вскоре к ней присоединилась Федерация независимых профсоюзов Эльзаса и Лотарингии, собрав 21 000 членов. в основном в текстильной и горнодобывающей промышленности. В 1936 году руководство ФКХТ приняло решение не вступать в Народный фронт, однако низовые организации поддерживали действия фронта.

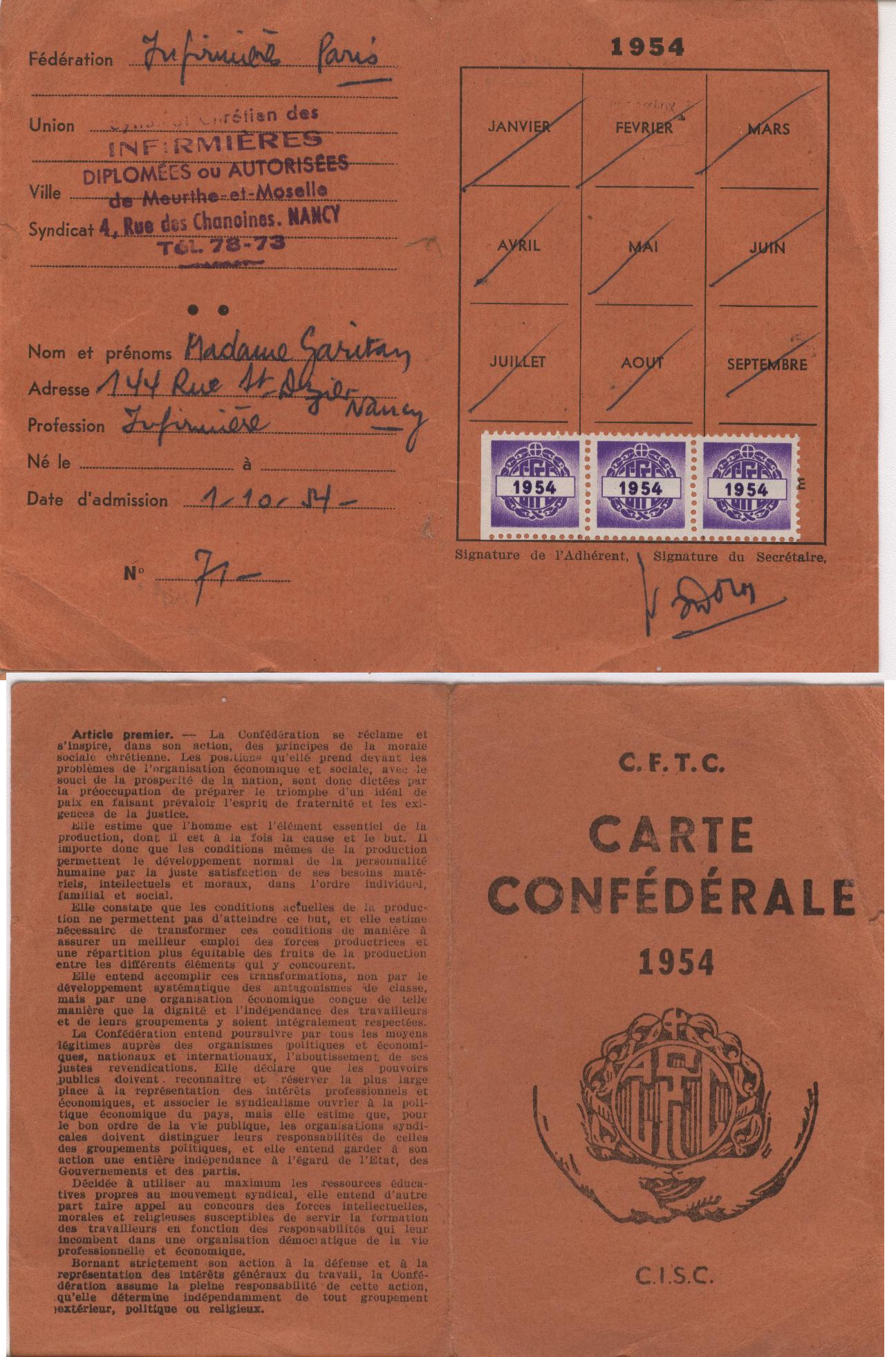
Профсоюзный билет (1954)

После оккупации Франции немецкими войсками ФКХТ была запрещена режимом Виши. Несмотря на запрет, организация действовала подпольно, поддерживая Движение Сопротивления, например участвовала в патриотической забастовке сто тысяч горняков Нор-Па-де-Кале в мае-июне 1941 года. В августе 1944 года совместно с Всеобщей конфедерацией труда организовала забастовку в Париже. Летом 1944 года был создан межконфедеральный комитет обоих профцентров, который распался в ноябре этого же года. Сразу после войны в 1946 ФКХТ объединяла порядка полумиллиона членов.
После окончания Второй мировой войны в конфедерации возникло левое течение, выступавшее за отказ от исключительного сотрудничества с католической церковью и ориентацию на классовую борьбу вместо классового сотрудничества. В 1961 году на очередном съезде конфедерации её генеральным секретарём впервые был избран представлявший левое крыло рабочий-металлист Эжен Декан. В 1964 году в ФКХТ произошел раскол, в результате которое левое крыло, представлявшее большинство конфедерации, образовало Французскую демократическую конфедерацию труда, стоявшую тогда на неконфессиональных, антикапиталистических и левосоциалистических принципах. Последовала долгая судебная тяжба, однако по итогу меньшинство смогло воссоздать ФКХТ — сохраняющуюся (Confédération française des travailleurs chrétiens — maintenue), остающуюся на реформистских позициях. 

## Политическая позиция

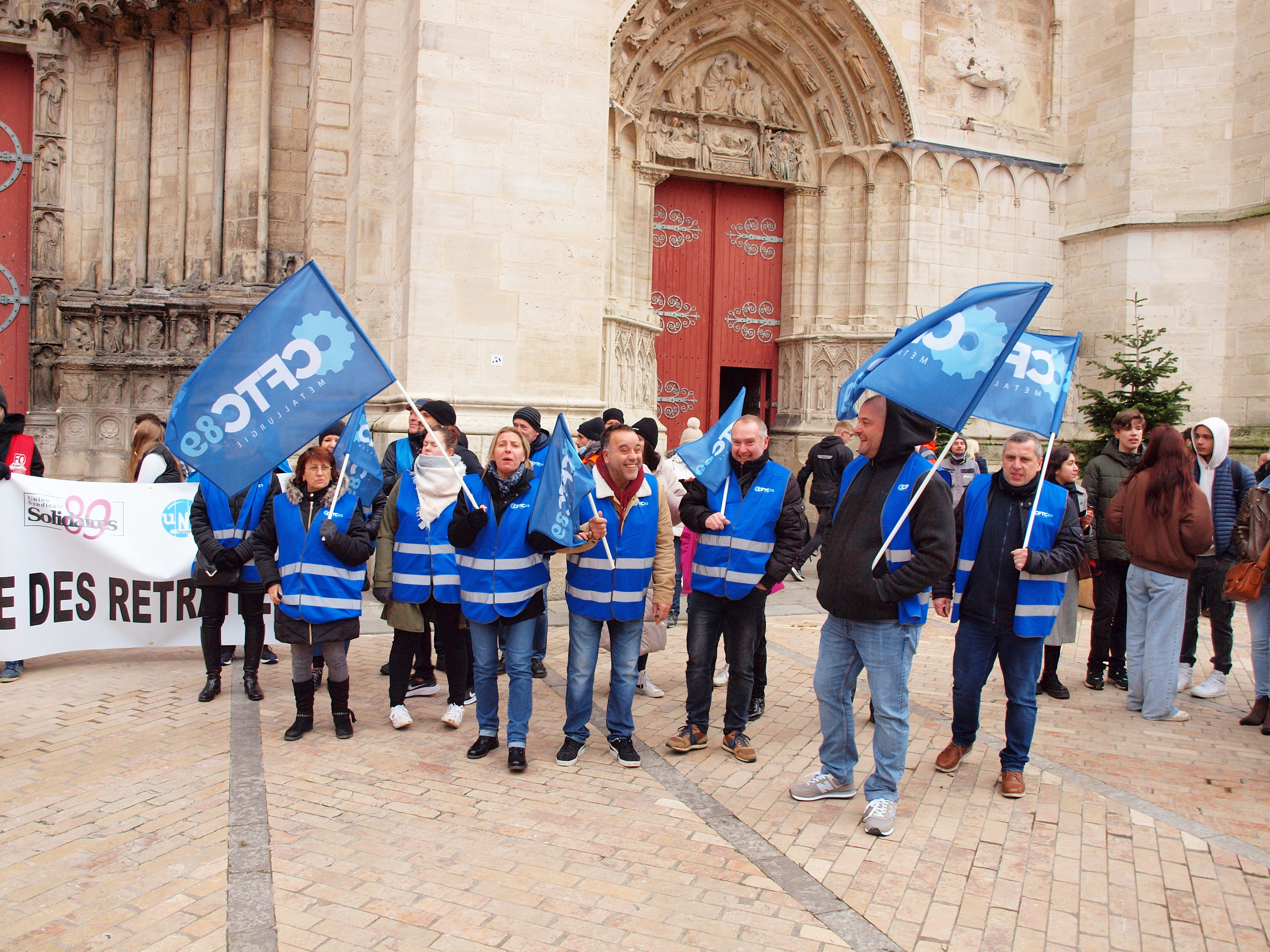
ФКХТ на протестах против пенсионной реформы в 2023 году

Французская конфедерация христианских трудящихся традиционно придерживается более правых позиций, чем остальные профсоюзы. На президентских выборах в 2002 года члены ФКХТ в основе своей поддержали правых политиков Жака Ширака и Жана-Мари Ле Пена. На президентских выборах 2012 года, члены ФКХТ поддержали кандидатуру Николя Саркози. Однаков апреле 2017 года, между двумя турами президентских выборов 2017 года ФКХТ подвергла критике программу Марин Ле Пен, включая её ксенофобию, протекционизм и «самоисключение Франции из Европейского союза», которые, по мнению конфедерации, несовместимы с её «гуманистическими ценностями» 